# Waltenschwil
Waltenschwil es una comuna suiza del cantón de Argovia, situada en el distrito de Muri. Limita al norte con la comuna de Wohlen, al noreste y este con Bremgarten, al sureste con Bünzen, al sur con Boswil y Kallern, y al oeste con Büttikon.

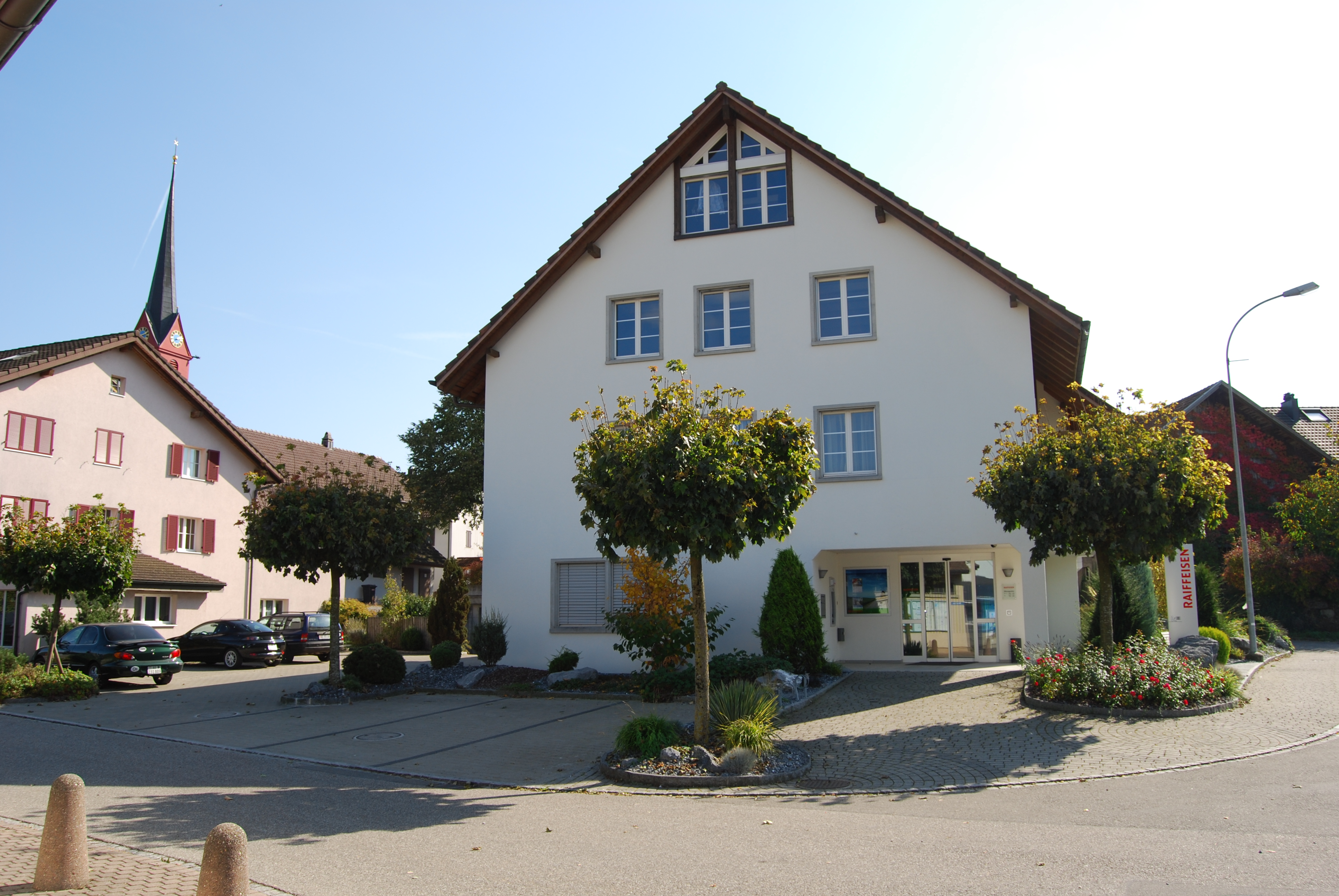
Centro del pueblo de Waltenschwil.